# Chad William Zielinski
Chad William Zielinski (Detroit, Míchigan, 8 de setiembre de 1964) es un obispo católico de los Estados Unidos. Desde 2014 ha servido como obispo de la Diócesis de Fairbanks en el estado de Alaska.

## Biografía

### Primeros años y formación
Chad William es el mayor de cinco hijos, hijo de Donald Zielinski y Linda Zielinski, nacido en Detroit. Poco tiempo después, la familia se mudó a una granja cerca de Alpena, Míchigan. 
Después de que se graduó de la Alpena High School, Zielinski se unió a la Fuerza Aérea de los Estados Unidos en 1982. Mientras estaba en Idaho, fue a la Boise State University y al Park College. Después de completar su servicio militar, se inscribió en el Mount Angel Seminary en St. Benedict, Oregón, donde se graduó como bachiller de artes en filosofía. Estudió para ser sacerdote en el Sacred Heart Major Seminary en Detroit. 

### Sacerdocio
Fue ordenado sacerdote por la Diócesis de Gaylord el 8 de junio de 1996 por el obispo Patrick Ronald Cooney.
Después de ser ordenado, Zielinski sirvió como vicario parrocial en la Parroquia de la Inmaculada Concepción en Traverse City de 1996 a 1998. Después sirvió como el pastor de la Parroquia de san Felipe Neri en Empire y en la Parroquia de santa Rita-san José en Maple City. Zielinski fue elegido al concilio presbiteral en 1999. 
Empezando en el 2000, también sirvió como pastor para asuntos administrativos en la Misión Diocesana a los Hispanos. Después de los atentados del 11 de septiembre de 2001, el obispo Cooney  puso a Zielinski en la Arquidiócesis de los Servicios Militares de Estados Unidos como un capellán de la base del ejército aéreo en Grand Forks, Dakota del Norte de 2002 a 2003 y en la Real Fuerza Aérea de Mildenhall, Suffolk en Inglaterra de 2003 a 2005. Luego fue asignado al HQ Air Force Recruiting Service en la Base Aérea Randolph en Schertz, Texas, seguido por el puesto de Capitán Cadete en la Academia de la Fuerza Aérea de los Estados Unidos en Colorado Springs en Colorado de 2009 a 2012. De 2012 a 2014 sirvió como capellán en la Base de las Fuerzas Aéreas en Fairbanks, Alaska.

## Episcopado

### Obispo de Fairbanks
El papa Francisco lo nombró obispo de Fairbanks el 8 de noviembre de 2014, por el arzobispo Roger Schwietz, O. M. I., de la Arquidiócesis de Anchorage-Juneau. El arzobispo Timothy Broglio para los servicios militares de Estados Unidos y el obispo Steven John Raica de Gaylord fueron los principales co-consagrantes. La liturgia fue llevada a cabo en el Carlson Center en Fairbanks.